# ブライスキャニオン国立公園

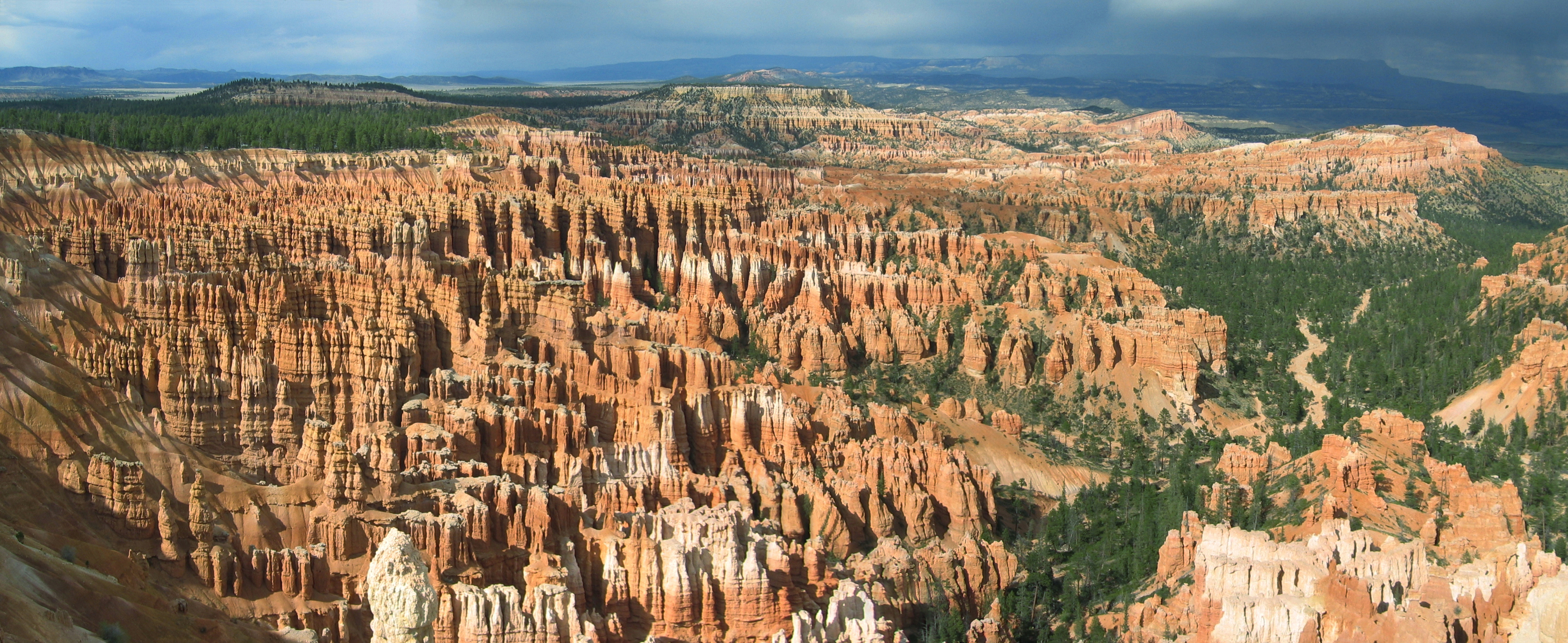
ブライス・キャニオン国立公園

ブライス・キャニオン国立公園（ブライス・キャニオンこくりつこうえん、Bryce Canyon National Park）は、米国ユタ州南西部に位置する国立公園である。公園内にはブライス・キャニオンがある。その名とは異なり、実は峡谷 (canyon) というより、むしろポンソーガント高原の東側沿いの侵食によってできた巨大な自然の円形劇場（アンフィテアトルム）である。ブライス・キャニオンは、「土柱」と呼ばれる独特の地質構造を有する。土柱は、風、水、氷による川床と湖床の堆積岩の侵食により形成されたものである。赤、橙、白の岩の色が、公園を訪れる人々に見事な風景を見せてくれる。
ブライス・キャニオン国立公園は、近くのザイオン国立公園やグランド・キャニオン国立公園よりはるかに標高が高い。ブライス・キャニオンの縁は、海抜 2,400 m から 2,700 m （8,000 から 9,000 フィート）であるが、グランド・キャニオンのサウス・リムは 2,100 m （7,000 フィート）である。したがって、この地域の生態と気候はまったく異なり、それゆえこの地方を訪れる観光客（1回の休暇で3つの公園すべてを訪れることが多い）に彩を提供する。
ブライス・キャニオンには1850年代にモルモン開拓者が住みついた。その名は、1875年にこの地に入植したエベニーザー・ブライス（Ebenezer Bryce）に因んだものである。ブライス・キャニオン地域は、1924年に国定公園となり、1928年に国立公園に指定された。公園の面積は、145km²（56平方マイル）である。離れた場所にあることが主な原因で、ザイオン国立公園やグランド・キャニオン国立公園と比べて訪問者が少ない。最近の年間訪問者数は140万人である。これら3つの公園の中間にカナブ（Kanab）の町がある。

## 地理

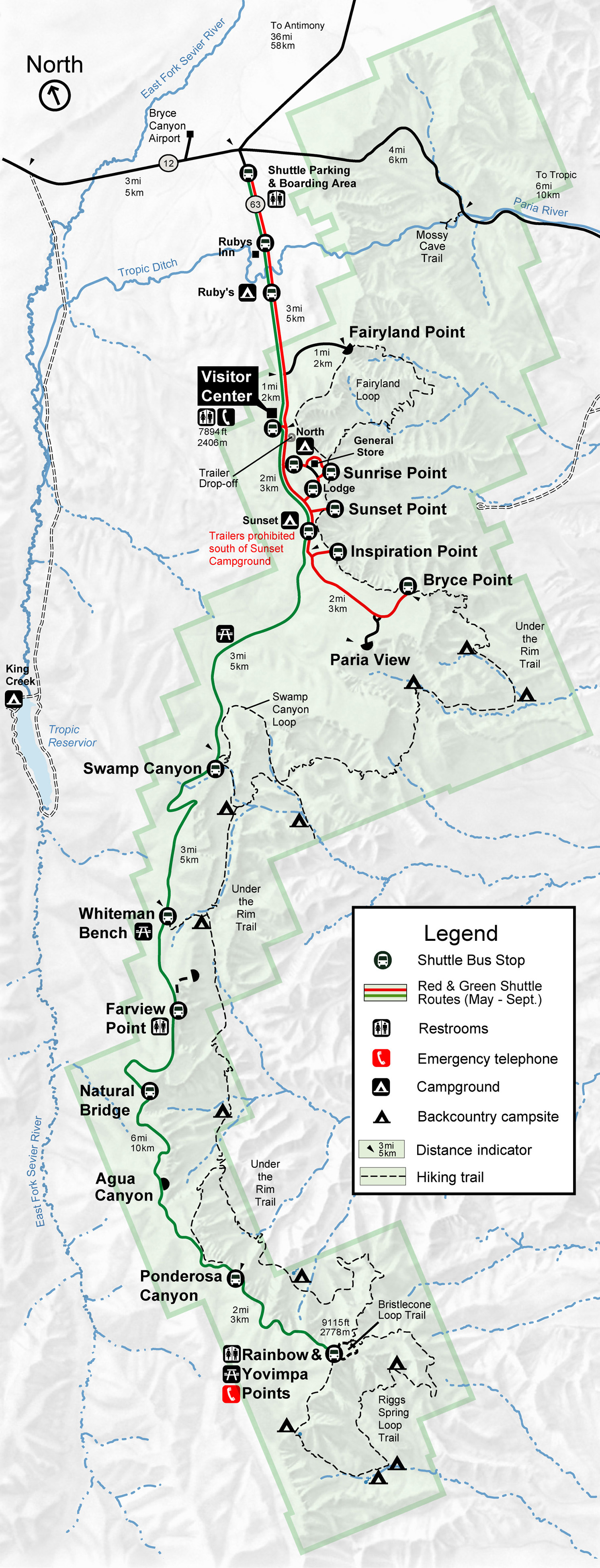
ブライス・キャニオンは、曲がりくねりながらほぼ南北に走る。

ブライス・キャニオン国立公園は、ユタ州南部、ザイオン国立公園から北東へおよそ 80 km （50 マイル）離れた、300 m （1000 フィート）高い場所にある。したがって、ブライス・キャニオンの天候はザイオンより涼しく、降水量も多い。近隣の例は、ブライス・キャニオンにとても似ているがより標高が高いシーダー・ブレイクス国定公園（Cedar Breaks National Monument）にある。
国立公園は、北米のコロラド高原 地理区分の中にあり、ポンソーガント断層（Paunsagunt Fault）の西のポンソーガント高原の南東端をまたぐ（「ポンソーガント」は、パイユート語で、ビーバーの家を意味する）。公園の訪問者は、公園の高原側から到着し、断層とそれを越えて流れるパリア川 (Paria River) のある谷の方向へ高原の端を見渡す(「パリア」はパイユート語で、「泥水」あるいは「シカの水」）。カイパロウィッツ高原（Kaiparowits Plateau）の端が、谷の反対側の境界となっている。
ブライス・キャニオンは、中央を流れる川による侵食で形成されたものではない。つまり、厳密に言えば峡谷ではない。その代わり、頭部侵食は、新生代のポンソーガント高原の岩に巨大なアンフィテアトルムの形をした地物を掘り出した。この侵食は、60m（200フィート）にも達する土柱と呼ばれる壊れやすい色鮮やかな小尖塔を露にした。アンフィテアトルムは、公園の中で30km（20マイル）以上にわたって連続して伸びている。最大のものは、ブライス・アンフィテアトルム（Bryce Amphitheater）で、長さ19km（12マイル）、幅5km（3マイル）深さ240m（800フィート）である。
公園の最高地点は2,775 m（9,105 フィート）のレインボー・ポイント（Rainbow Point）で、この景色の良い道路の終点にある。そこからアクエリアス高原 (Aquarius Plateau)、ブライス・アンフィテアトルム、ヘンリー山脈（Henry Mountains）、ヴァーミリオン・クリフ（Vermilion Cliffs）、ホワイト・クリフ（White Cliffs）がみえる。公園の北東地区の出口のコープ・キャニオン（Cope Canyon）は、標高2,011 m（6,600 フィート）の公園の最低地点である。

## 歴史

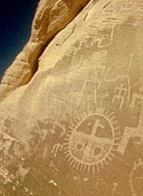
ブライス・キャニオンの岩面彫刻は、数千年前にこの地域に人類がいたことを示唆するが、彼らについてはほとんど知られていない。

### インディアンの居住
ブライス・キャニオン地域における昔の人類の暮らしについてはほとんど知られていない。ブライス・キャニオン国立公園とポンソーガント高原に関する考古学調査によれば、少なくとも10,000 年間、人類はここに住んでいた。数千年前のバスケット・メーカー期のアナサジ族の遺物が公園の南で見つかっている。プエブロ期のアナサジ文化とフレモント文化のその他の遺物（12世紀半ばまで遡る）も見つかっている。
パイユート・インディアンがこの地の周辺の谷や高原に移り住んできたのは他の文化が滅びるのとほぼ同時期であった。これらのインディアンは、食料の大半を狩猟採集していたが、一部を農産物で補っていた。この地のパイユート族は、ブライス・キャニオンの土柱に関する神話を生み出した。彼らは、土柱をペテン師 コヨーテによって石に変えられた伝説の人々であると信じていた。少なくとも年老いたパイユート族の一人は、彼らの文化が土柱を「アンカ・ク・ワス・ア・ウィッツ」（Anka-ku-wass-a-wits）と呼んだと述べた。それはパイユート語で「赤く描かれた顔」を意味する。

### 白人の探検と定住
最初の白人が人里離れた行きにくい場所を探検したのは、18世紀後半から19世紀前半にかけてのことだった。モルモン開拓者が、1850年代に農業開発、放牧地としての利用、定住の可能性を評価するため、この地を訪れた。
この地への最初の大規模な科学探検は、1872年にアメリカ陸軍少佐ジョン・ウェズリー・パウエル（John Wesley Powell）に率いられて行われた。パウエルと地図製作者、地質学者のチームは、コロラド高原の広範な調査の一部として、スヴィア川（Sevier River）とヴァージン川（Virgin River）地域を調査した。地図製作者達は、パイユート族の地名の多くを記録した。

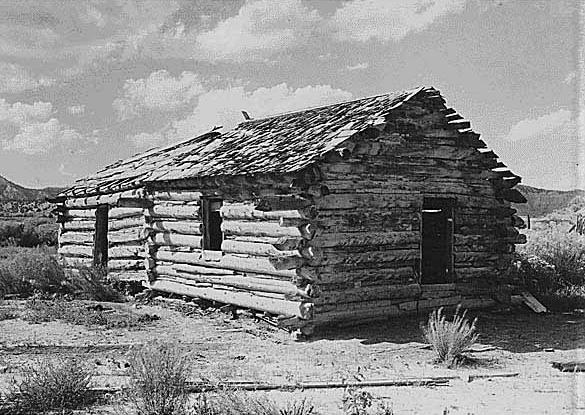
エベニーザー・ブライスとその家族はブライス・キャニオンのこの小屋に住んでいた。1881年頃撮影されたもの。

モルモン開拓者の小集団がこれに続き、パリア川沿いのブライス・キャニオンの東に定住しようとした。1873年、カナラ・キャトル・カンパニー（Kanarra Cattle Company）は家畜の放牧のための利用を始めた。
末日聖徒イエス・キリスト教会は、スコットランド系の移民エベニーザー・ブライスとその妻メアリーを、彼の大工としての技能がその地で役立つと考えパリア谷に定住させようと送り込んだ。ブライスの家族は、ブライス・キャニオン・アンフィテアトルムのすぐ下に住むことを選んだ。ブライスは、家畜を現在の公園の境界の内側に放牧し、通説ではアンフィテアトルムを「雌牛を失うひどい場所」（"helluva place to lose a cow"）と考えた。彼はまた薪と木材を集めるため高原までの道を造り、作物に水をまき家畜に水をやるために用水路を引いた。他の開拓者達は間もなくその変わった場所を「ブライスの谷」（"Bryce's canyon"）と呼び始め、後に正式にブライス・キャニオンと呼称された。
旱魃、過放牧、洪水が重なり、結局残っていたパイユート族はこの地を去り、開拓者はスヴィア川からの用水路を建設しようという試みに駆り立てられた。その努力が失敗したとき、ブライスの家族を含め開拓者のほとんどがこの地を去った。ブライスは家族と共に1880年、アリゾナ州に引っ越した。残った開拓者達は、スヴィア川の東支流からトロピック・ヴァレー（Tropic Valley）へ長さ 16 km（10 マイル）の水路をなんとか掘り抜いた。

### 公園の設立
森林監督官J・W・ハンフリー（J. W. Humphrey）のような人々は、ブライス・キャニオンのアンフィテアトルムの息を呑むような眺めを喧伝し、1918年までに全国に配布された記事も興味をかきたてるのに一役買った。しかし、辺鄙な場所で交通の便が悪く、宿泊施設がないため訪問者数は最小限に止まった。
後にルビー・シレット（Ruby Syrett）、ハロルド・ボーマン（Harold Bowman）、ペリー兄弟（Perry brothers）は、この地に控えめな宿泊施設を建て、「旅行サービス」を開業した。シレットは後にブライス・キャニオンの最初の郵便局長を務めた。訪問者数は着実に増加し、1920年代前半までにユニオン・パシフィック鉄道は、より多くの観光客が宿泊できるようにするため、鉄道輸送をユタ州南西部に拡大することに興味を持つようになった。1929年の訪問者数は2万2千人だった。
同じ時期に、自然保護論者は、コロラド高原への旅の野放し状態に加え、過放牧と伐採によりブライス・キャニオンの脆弱な地物に加えられた損害に警戒感を強めた。間もなくこの地を保護しようという運動が始まり、国立公園局長スティーヴン・マーザー（Stephen Mather）はブライス・キャニオンを州立公園にしようという提案で応えた。しかしながら、ユタ州政府とユタ州議会は、地域を国家の保護下に置こうと働きかけた。マーザーは折れ、ウォレン・ハーディング大統領に推薦状を送った。大統領は、1923年6月8日、ブライス・キャニオンを国定公園に指定した。

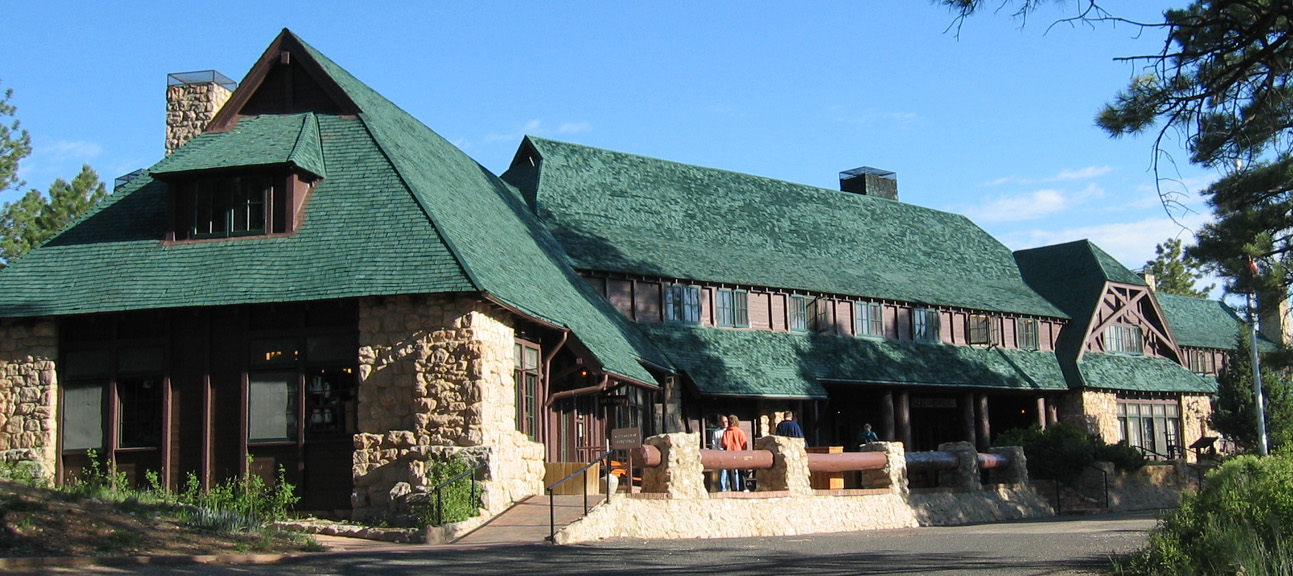
ブライス・キャニオン・ロッジは、1924年から1925年の間に地方の資材を用いて建設された。

同じ年にアンフィテアトルムの見晴らしの良い場所へ行きやすくするため、高原に道路が建設された。1924年から1925年にかけて、ブライス・キャニオン・ロッジが建てられた。
1924年、米国議会議員は、ブライス・キャニオンの保護レベルを国定公園から国立公園へ引き上げ、ユタ国立公園を設立するために活動を開始することを決定した。国定公園内の私有地、州有地の所有権の連邦政府への譲渡手続きが始まった。ユタ・パークス・カンパニー（Utah Parks Company）が譲渡の大半の交渉を行った。4年後、提案された公園の境界線内の最後の土地が、連邦政府に売却された。そして、1928年2月25日、新たにブライス・キャニオン国立公園という名前で設立された。

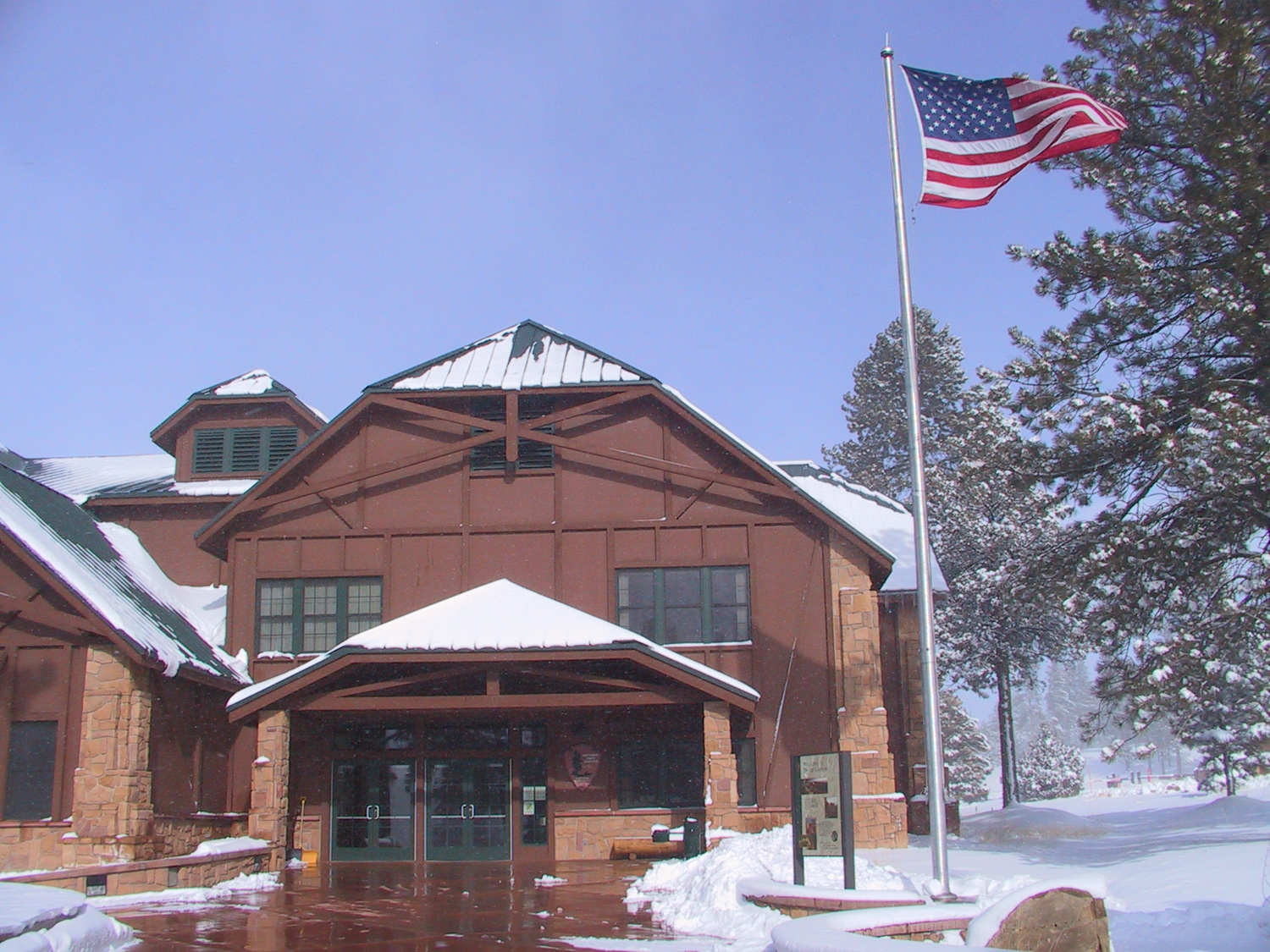
1928年、ブライス・キャニオンは国立公園となった。現在はこのビジター・センターがある。

1931年、ハーバート・フーヴァー大統領は、公園の南に隣接する地域を併合し、1942年には、さらに2.57 km²（635 エーカー）が加えられた。これにより公園の総面積は現在の145.02 km²（35,835 エーカー）となった。リム・ロードは、今日でも利用されている景色の良い道路であるが、1934年、民間資源局（Civilian Conservation Corps）によって建設された。ブライス・キャニオンの最初の責任者が管理を始める1956年まで、公園の管理は隣のザイオン・キャニオン国立公園から行われた。

### 最近の歴史
駆逐艦母艦のブライス・キャニオンはこの公園に因んで名付けられ、1950年9月15日から1981年6月30日にかけて太平洋艦隊で補給工作船として任務を果たした。
ブライス・キャニオン自然史協会（Bryce Canyon Natural History Association（BCNHA））は、1961年に設立された。同協会は、ビジター・センター内で書店を経営し、ブライス・キャニオン国立公園での国立公園局の利用案内、教育、科学活動を支援するために設立された非営利法人である。すべての書店の売上から生じる利益の一部は、公園等に寄付されている。1961年のBCNHAの設立当初からの寄付は、3.5 百万ドルを超える。
観光客の増加と交通渋滞に応じ、国立公園局は、2000年6月、無償の夏季限定の園内シャトルを導入した。2004年、老朽化し不十分な園内の道路網の再建が始まった。

## 地質

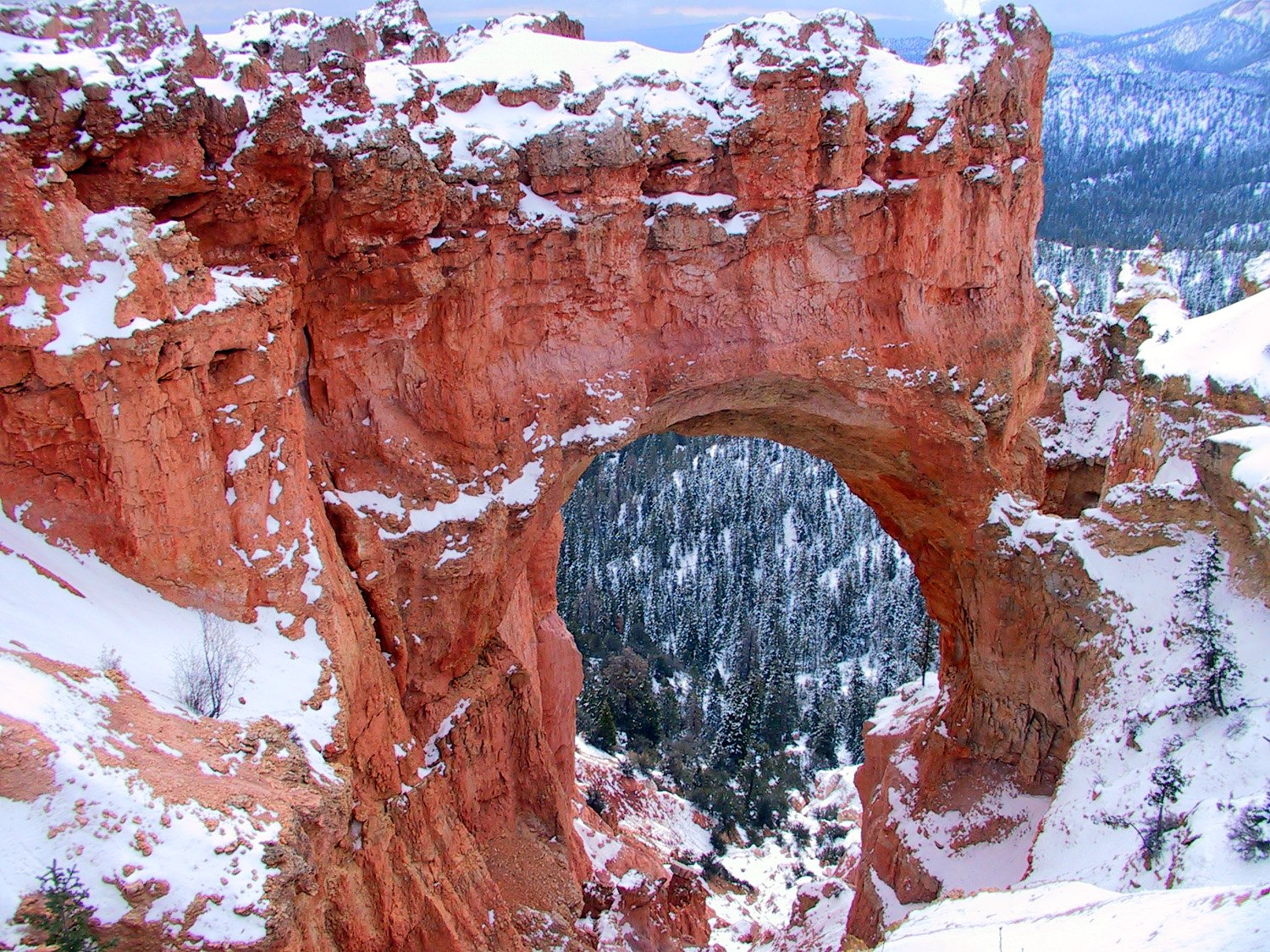
堆積岩の侵食は天然のアーチを生み出した。

ブライス・キャニオン地域は、白亜紀の最後から新生代前半にわたる堆積の記録を示す。現在公園となっている場所の周辺地域の古代の堆積環境は、様々である。すなわち、
- ダコタ砂岩（Dakota Sandstone）とトロピック頁岩（Tropic Shale）は、前進したり後退したりした白亜紀海路（Cretaceous Seaway）の温暖な浅い海で堆積した（これらの岩は公園境のすぐ外側で露出している）。
- 公園の脆い土柱が削りだされた色鮮やかなクラロン層（Claron Formation）は、6,300万年前からおよそ4,000万年前（暁新世から始新世）に存在した冷たい川と湖の水系で堆積物として生み出された。湖が深くなりそして浅くなり、そして海岸線と三角州が移動したため、異なる種類の堆積物が生まれた。

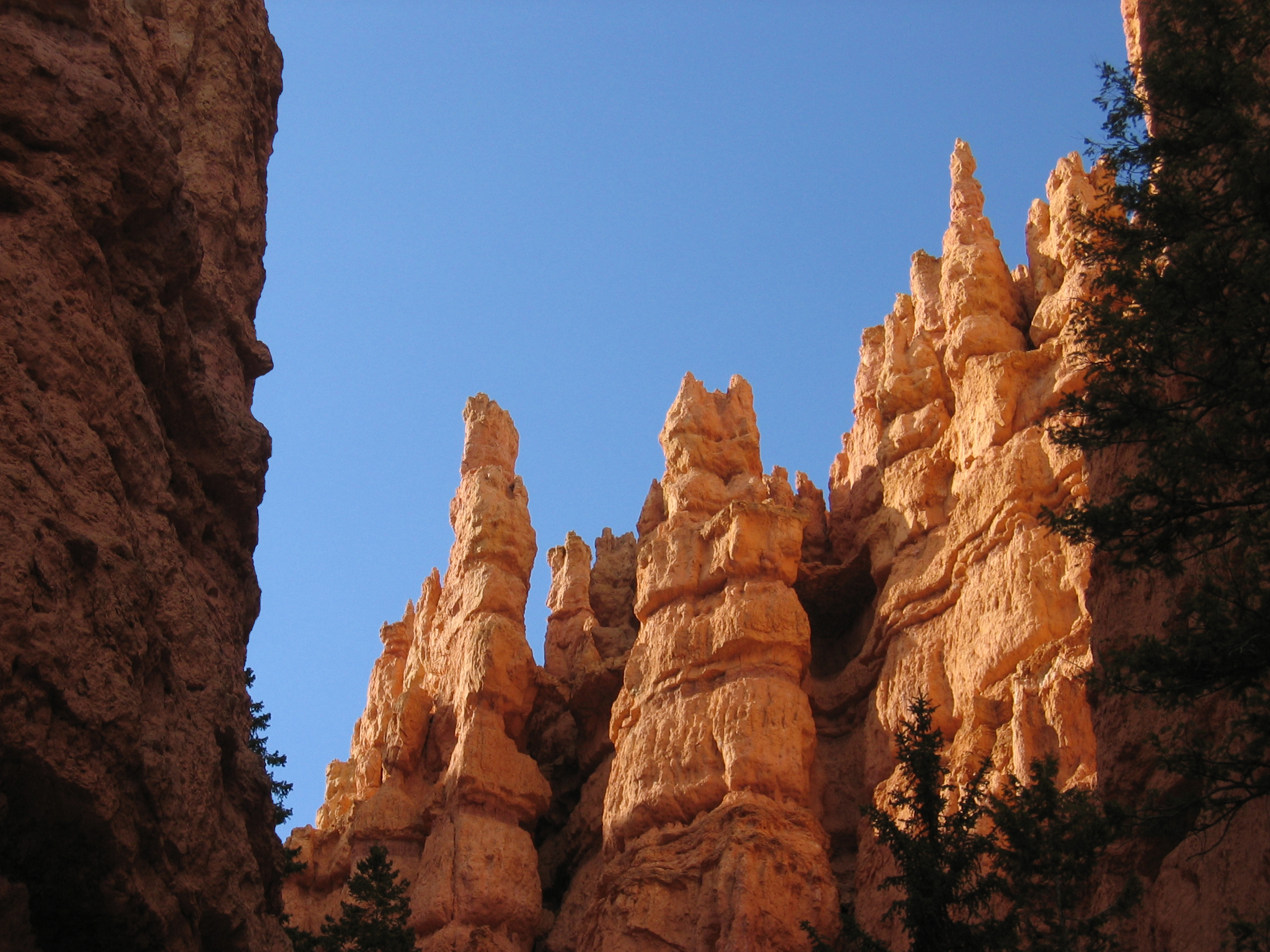
土柱は、侵食パターンの不規則な変動と岩石層間のばらつきのため、奇妙な形になることがある。

その他いくつかの地層も形成されたが、ほとんどはそれに続く2つの大きな隆起期に侵食されてなくなった。すなわち、
- ララミー変動は、約7,000万年前に始まり、その後数百万年間続き、北アメリカ大陸となった西側全体に影響を与えた。この出来事は、古代ロッキー山脈の形成を促し、その過程で、白亜紀海路は閉じた。ストレート・クリフ（Straight Cliffs）、ワーウィープ（Wahweap）、カイパロウィッツ（Kaiparowits）層は、この隆起の犠牲者である。
- コロラド高原は、1,000万年から1,500万年前に隆起し、異なる高原に分けられた。それぞれの高原は、断層によって隣の高原と分けられ、隆起率も異なる。ボート・メサ・コングロマリット（Boat Mesa Conglomerate）とスヴィア川層（Sevier River Formation）は、この隆起の後にはがされた。

縦方向の節理がこの隆起により生じ、結局優先的に侵食され、そしてまだ優先的に侵食を受けている。侵食を受けやすいクラロン層のピンク・クリフは、土柱と呼ばれる悪地に支柱なしで立っている尖塔を形成し、一方より侵食抵抗性を持つホワイト・クリフは、一枚岩を形成している。そのピンク色は、酸化鉄とマンガンによるものである。また、アーチ、自然橋、壁、窓も生み出された。土柱は、柔らかい堆積岩で構成され、風雨から土柱を守っているより硬く簡単に侵食されない石片をかぶっている。ブライス・キャニオンは、地球上で最も土柱が集中している場所の1つである。
公園内で露出している地層は、グランド・ステアケースの一部である。この超長期間に及ぶ地層の中で最も古いものは、グランド・キャニオンで、中間のものがザイオン国立公園で露出し、最も新しいものがブライス・キャニオン地域でむき出しになっている。少量の重なりは、各公園の内部及び周辺で起きている。

## 生物
ブライス・キャニオンの森林と草地は、鳥類や小型の哺乳類からキツネ、時にはボブキャット、ピューマ、アメリカグマまで、様々な動物の生命を育む生息地となっている。ミュールジカは、公園内で最も良く見られる大型哺乳類である。アメリカアカシカ、プロングホーンは、近隣に再導入されたのだが、時々公園に足を踏み入れる。アマツバメ、ツバメを含む160 種を超える鳥類が毎年公園を訪れる。
ほとんどの鳥は冬には暖かい地域に移動するが、カケス、カラス、ゴジュウカラ、ワシ、フクロウはここに留まる。冬にはミュールジカ、ピューマ、コヨーテは低い場所に移動する。ジリスとマーモットは冬眠して冬を過ごす。
公園には標高に基づく3つの生物分布帯がある。
- 公園の最も低い地域は、ピニョンマツ（pinyon pine）とビャクシンの矮林が優占し、間にマンザニータ、サービスベリー（serviceberry）、ビターブラッシュ（antelope bitterbrush）が生えている。川沿いにアスペン、ハコヤナギ、ウォーター・バーチ（Water Birch）、ヤナギが生育している。
- ポンデローサマツの森が中間地を覆い、アオ・トウヒとダグラスファーが水に富んだ地域に、マンザニータとビターブラッシュが下生えとして生育する。
- ダグラスファーとコロラドモミが、アスペンとエンゲルマン・トウヒ（Engelmann Spruce）と共に、ポンソーガント高原に森林を作り出している。最も過酷な地域にはフレキシマツ（Limber Pine）とグレート・ベイスン・ブリストルコーン・マツ（Great Basin Bristlecone Pine）が生育する。

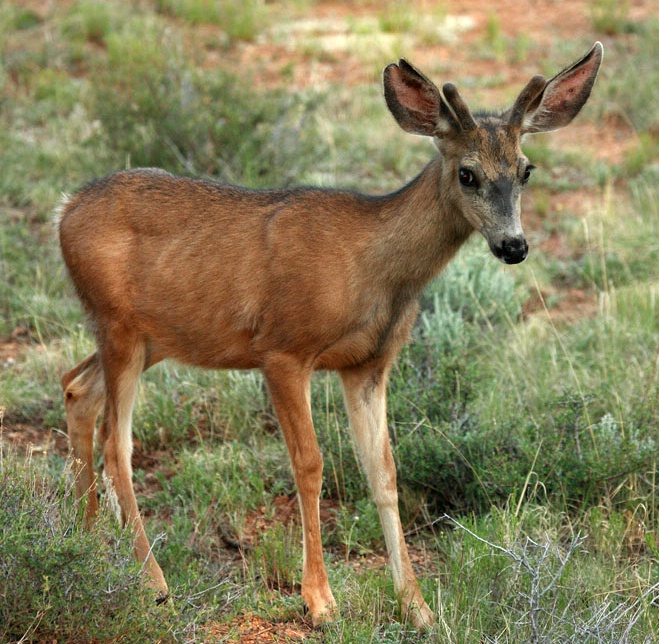
ミュールジカは公園内で最もよく見かける大型動物である。

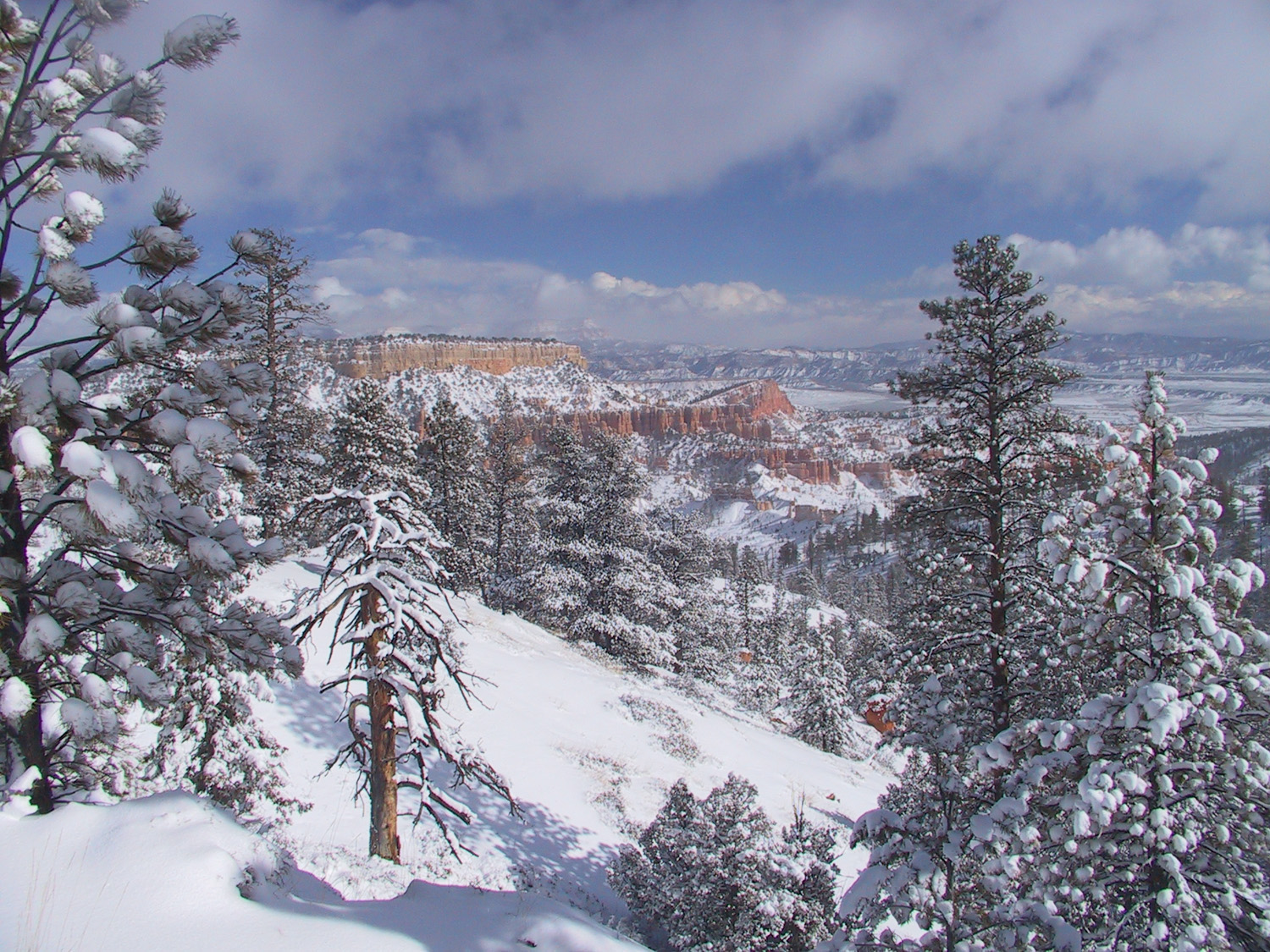
ブライス・キャニオンには広大なモミの森がある。

また、公園には黒くでこぼこした非常にゆっくりと成長する土壌微生物のコロニーがあり、それは地衣類、藻類、菌類、藍藻で構成されている。これらの生物は一緒になって、侵食を抑制し、窒素を土壌に加え、土壌が水分を保持するのに役に立っている。
人間は米国のほとんどの場所で野生生物の生息地を大幅に減らしたが、ユタ州南部では水が相対的に稀少であったため、人間による開拓は制約を受け、地域の野生生物の素晴らしい多様性は守られた。

## 観光
公園を訪れるほとんどの人は、アンフィテアトルムを見渡せる13の展望台に通じる29km（18マイル）の眺めの良い道路を使って観光する。
ブライス・キャニオンには、1日（歩道の起点・終点間の往復時間）で歩いて回れる次の8つの道標のある維持管理されたハイキング用の歩道がある。

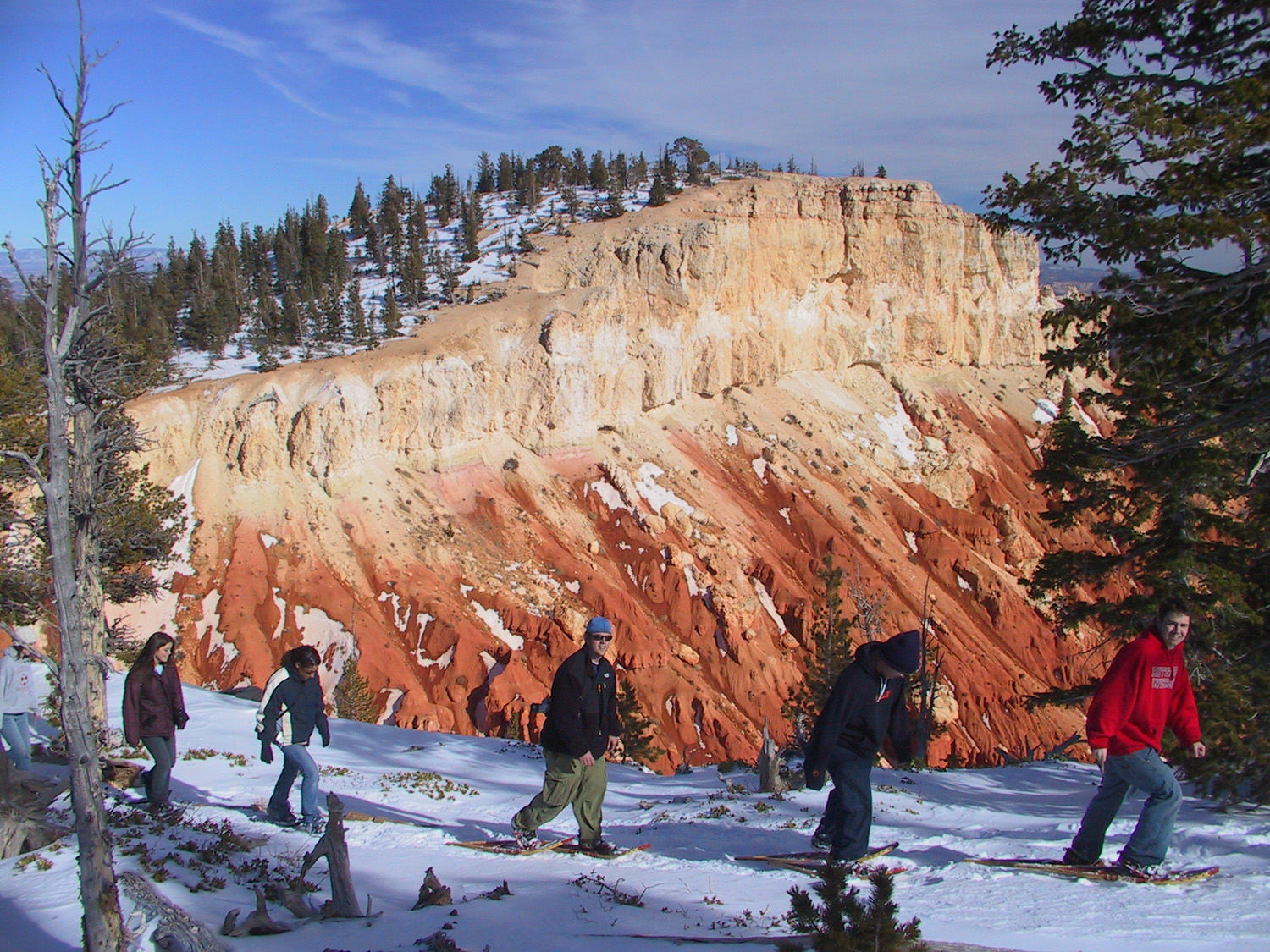
ハイキング用の道しるべのある歩道がある。冬には、かんじきが必要となる。

- モッシー・ケイブ・トレイル（Mossy Cave Trail）（1時間、ユタ州道12号線のトロピックの町の北西）、リム・トレイル（Rim Trail）（5 – 6 時間、縁のすべての場所）、ブリストルコーン・ループ（Bristlecone Loop）（1時間、レインボー・ポイント）、クィーンズ・ガーデン（Queens Garden）(1 – 2 時間、サンライズ・ポイント）は、簡単から中程度のレベルのハイキングコースである。
- ナバホ・ループ（Navajo Loop）（1 – 2 時間、サンセット・ポイント）とタワー・ブリッジ（Tower Bridge）（2 – 3 時間、サンライズ・ポイントの北）は中程度のレベルのハイキングコースである。
- フェアリーランド・ループ（Fairyland Loop）（4 – 5 時間、フェアリーランド・ポイント）とピーカブー・ループ（Peekaboo Loop）（3 – 4 時間、ブライス・ポイント）はレベルの高いハイキングコースである。

これらの歩道のいくつかは交差しており、ハイキングをする人はより難度の高いハイキングをするため、ルートを組み合わせることができる。
公園にはまた2本の泊りがけのハイキング用の歩道がある。すなわち、長さ14 km（9 マイル）のリグズ・ループ歩道 （Riggs Loop Trail）と長さ37 km（23 マイル）のアンダー・ザ・リム・トレイル（Under the Rim Trail）である。いずれも奥地でのキャンプ許可が必要である。公園には全部で80 km（50 マイル）の道がある。
長さ16 km（10 マイル）超の道標はあるが、整備されていないスキー用の道が、公園内のフェアリーランド、パリア、リムの各歩道から延びている。長さ32 km（20 マイル）の整備されたスキー用の連絡道が、近くのディクシー国有林（Dixie National Forest）とルビーズ・イン（Ruby's Inn）にある。

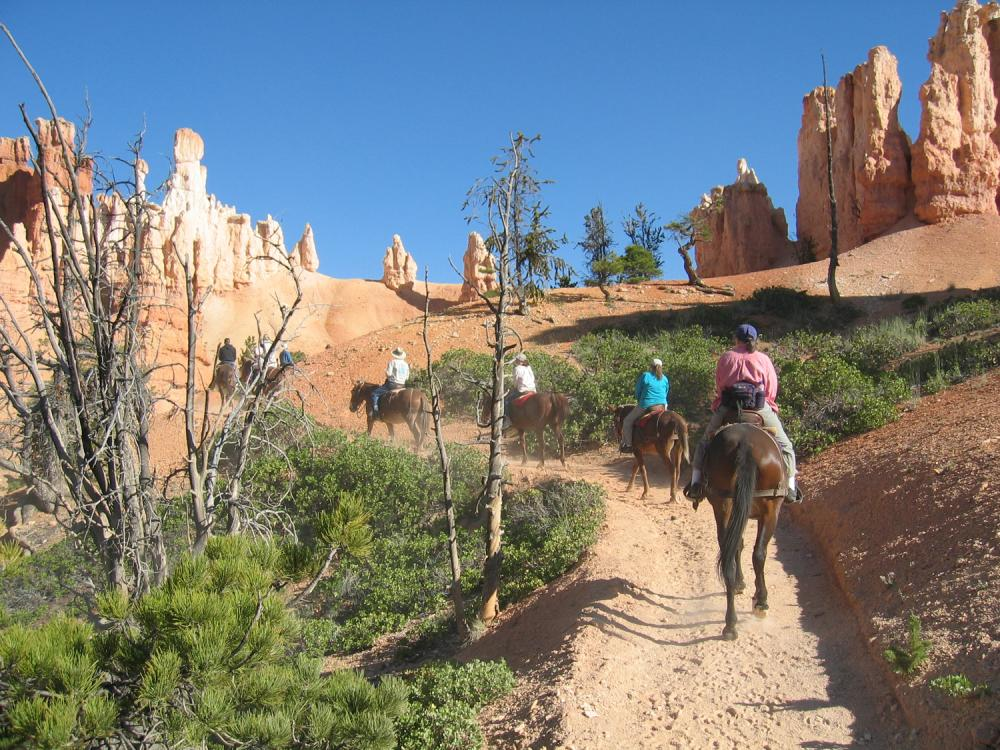
4月から10月まで公園で乗馬ができる。

空気が非常に澄んでいるため大抵ヨビンパ・ポイント（Yovimpa point）とレインボー・ポイントから、140km（90マイ）離れたアリゾナ州のナバホ山とカイバブ高原（Kaibab Plateau）が見える。非常に良く晴れた日には、およそ320km（200マイル）離れたアリゾナ州東部とニューメキシコ州西部のブラック・メサ（Black Mesas）が見える。公園はまた7.3 等級の夜空を持ち、北米で最も暗い地域の1つとなっている。
したがって、ここでは天文愛好家は裸眼で7,500の星々を見ることができる。ここ以外のほとんどの場所では光害のため見える星は2,000に満たない（多くの大都市ではわずかに数十しか見えない）。公園管理官は、いくつかの公的な天体観測行事、天文学、夜行性動物、夜空の保護に関する夜の催しを主催している。ブライス・キャニオン天文フェスティバルが、通常は6月に開催され、多くの観光客を引き寄せる。この天文フェスティバルに敬意を表し、小惑星 49272はこの国立公園に因んで名付けられた。
公園には2つのキャンプ場、北キャンプ場（North Campground）とサンセット・キャンプ場（Sunset Campground）がある。北キャンプ場にあるループAは、1年を通して開いている。さらにいくつかの歩道とサンセット・キャンプ場は晩春から早秋まで開いている。キャンプ場以外に公園内にはブライス・キャニオン・ロッジがある。
ほとんどの観光客は風景写真を好んで撮影する。ブライス・キャニオンの高度と澄んだ空気のため、日の出と日没の写真は見応えがある。

## ギャラリー

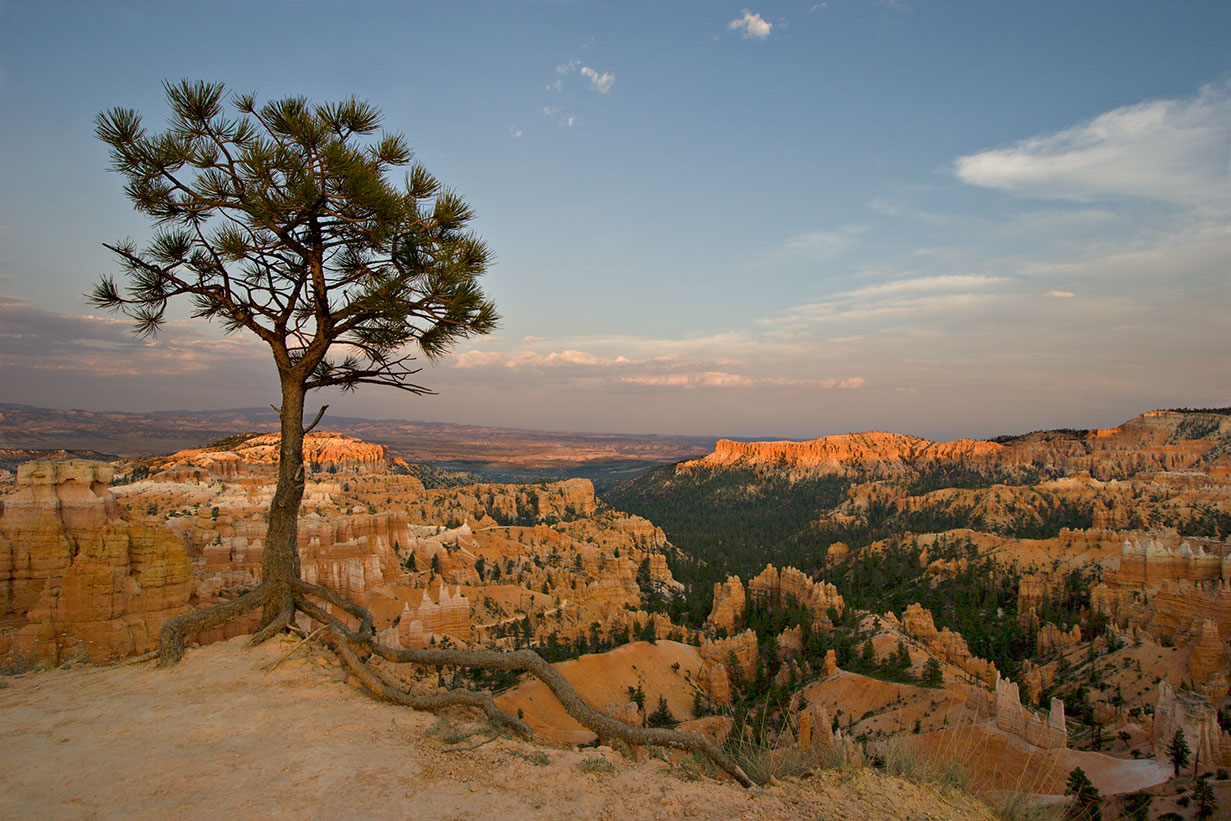
ブライス・キャニオンの展望台の1つの縁にしがみつく木
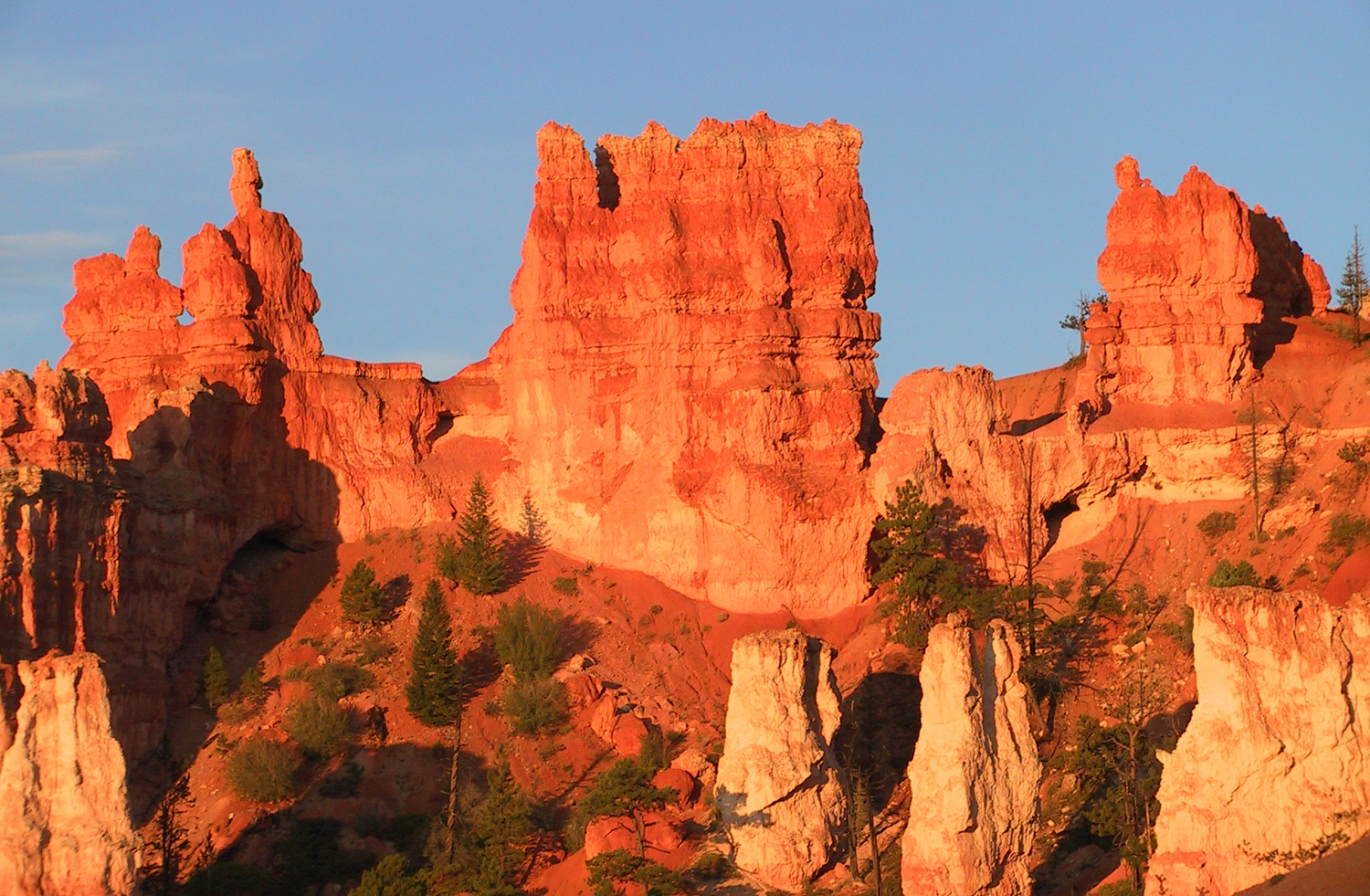
これらの土柱を構成する岩は、およそ6,300万年前から4,000万年前に存在した川と湖の堆積岩から形成された。
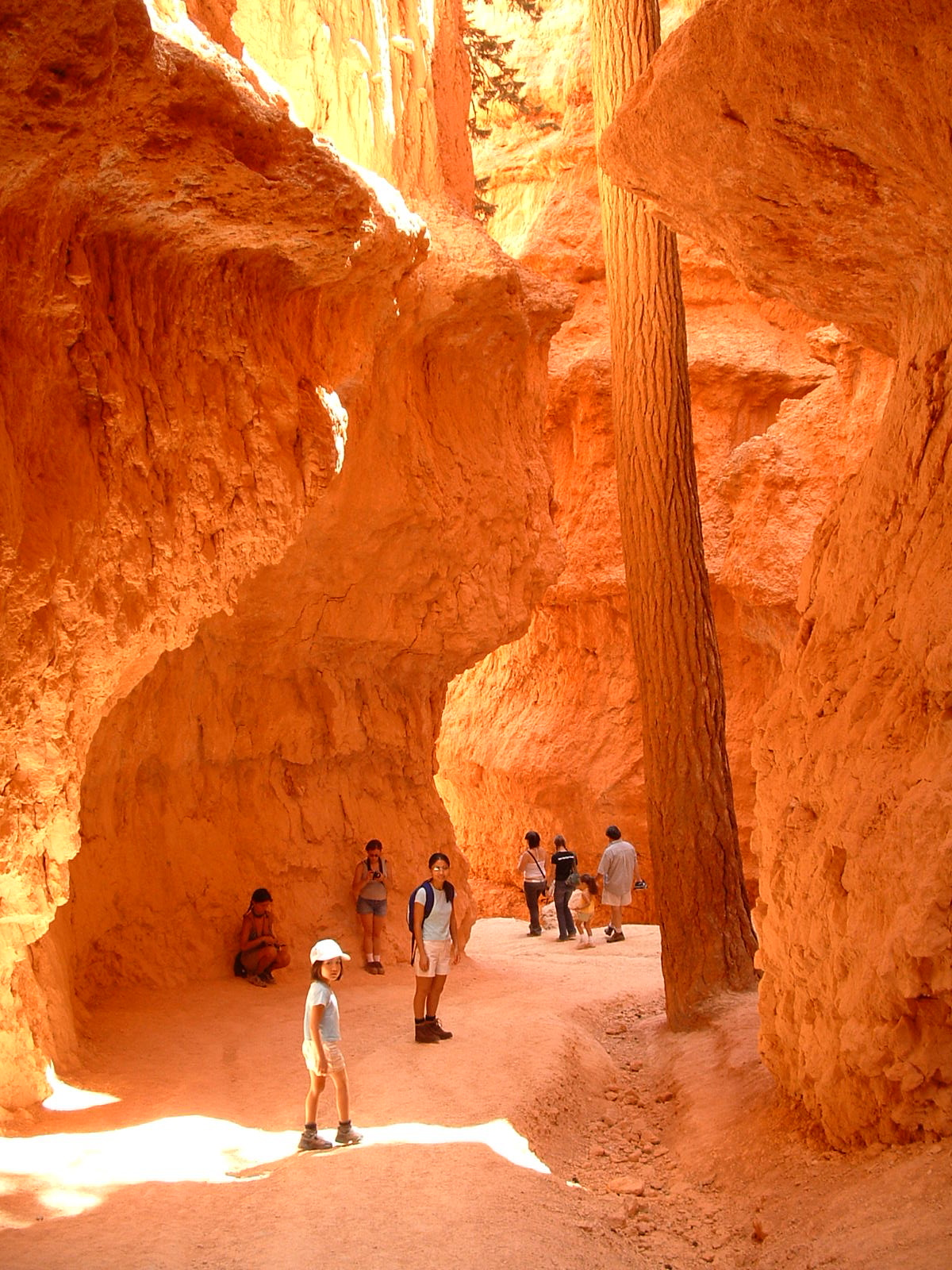
ナバホ・ループ歩道のウォール・ストリート地区

## 関連書籍
- DeCourten, Frank. 1994. Shadows of Time, the Geology of Bryce Canyon National Park. Bryce Canyon Natural History Association.
- Kiver, Eugene P., Harris, David V. 1999. Geology of U.S. Parklands 5th ed. John Wiley & Sons, Inc.
- Sprinkel, Douglas A., Chidsey, Thomas C. Jr., Anderson, Paul B. 2000. Geology of Utah's Parks and Monuments. Publishers Press.